# ボーダレスハウス
ボーダレスハウス（英: BORDERLESS HOUSE）とは、株式会社ボーダレス・ジャパンが運営するシェアハウス、ゲストハウス。
一つのハウスに「外国人と日本人が必ず一緒に暮らす」というコンセプトのインターナショナルシェアハウスを展開している。
2008年5月に運営をスタートし、2022年10月現在東京23区内に41棟、京都に7棟、大阪に3棟、神戸に1棟の計52棟を運営している。
日本国内の他、韓国および台湾にも国際交流を目的としたシェアハウスを展開している。

## 概要
ボーダレスハウスでは「外国人と日本人が一緒に生活する空間」を通じて、リアルな異文化交流コミュニティーを体験できるため、外国人と交流したい日本人、日本人の友達を作りたい、交流したいという外国人に多く利用されている。
住居形式には、一軒屋タイプ、マンションタイプ、寮タイプがあり、10名前後の小規模な物件から、20名を超える大型のシェアハウスまで多く存在する。
ハウス内は家具付きで、キッチンには共有の調理器具や食器が設置されているため、入居者は引っ越したその日から通常の生活が可能となる。
また、全てのハウスに入居者の共有スペースであるリビング・ダイニングがある。洗濯機、乾燥機、風呂、シャワーの使用料は全て光熱費に含まれるため使用料はかからない。ハウスには、常駐の管理人はいないため清掃やルールなどは入居者同士で作成する。

## 特徴
シェアハウス内の外国人と日本人の国籍比率が満室時に必ず50：50になるように管理し集客されている。シェアハウス内入居者の全てが外国人、日本人だけになる事は無い。
最短1か月間から入居でき、短期間の利用も可能。通常の入居以外に、体験型プログラムも用意されている。
大学生向けのインターンシッププログラム「BH CAMP」、英語学習者向けの英会話特化プログラム「BORDERLESS ENGLISH CAMP」があり、学びや体験の場所としても活用されている。

ウェブサイト上で「国籍」はもとより、「年齢」、「性別」を開示しており、ルームメイトの概要を把握できる。日本人入居者は20代の女性が6割と多く、外国人入居者は主に、日本語学校、大学の留学生、インターンシップ、ワーキングホリデーが多い。　